# 科哈尼夫卡 (利波韋茨區)
49°16′32″N 28°44′36″E / 49.27556°N 28.74333°E

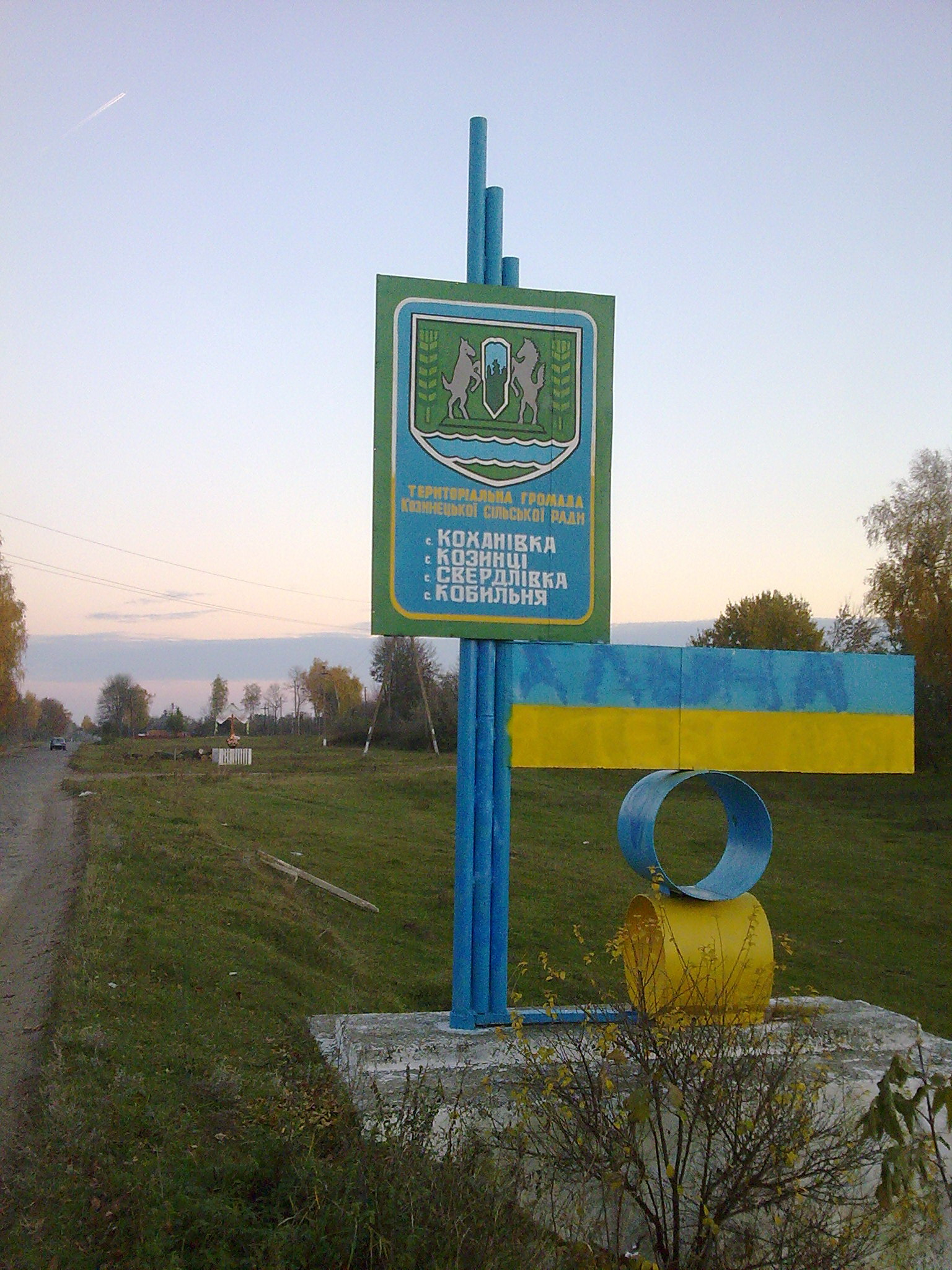
科哈尼夫卡村落入口標示牌

科哈尼夫卡（羅馬化：Kokhanivka）是烏克蘭的村落，位於該國西南部文尼察州，由文尼察區負責管轄，始建於1600年，面積2.31平方公里，海拔高度260米，2001年人口445，人口密度每平方公里192.72人。